# Operação Golden Pheasant
Operação Golden Pheasant (Operação Faisão Dourado em português) foi uma implantação de emergência de tropas estadunidenses em Honduras em 1988, em resposta às ações da Frente Sandinista de Libertação Nacional da Nicarágua. Tinha como objetivo dissuadir as forças sandinistas de entrar em território hondurenho, que servia de base para os grupos contrarrevolucionários - os contras  - pois os nicaraguenses vinham atacando a logística dos contras em Honduras.

## Histórico
No início de março de 1988, o governo sandinista da Nicarágua lançou a Operação Danto 88 para suplantar os depósitos de suprimentos dos rebeldes Contras na região de San Andrés de Bocay, cruzando o território hondurenho em seu avanço.
Os Estados Unidos, sob o presidente Ronald Reagan, despacharam elementos da Força de Reação Rápida da 7.ª Divisão de Infantaria em uma mobilização sem aviso prévio. Essa pequena força desembarcou rapidamente na Base Aérea de Palmerola (atualmente conhecida como Base Aérea de Soto Cano) e rapidamente se posicionou em uma base militar hondurenha para facilitar a guarda de um general local. Uma unidade internacional de operações especiais liderada por Orlando Lentini e os recursos de aviação da Força-Tarefa Conjunta Bravo estacionados em Pamerola operaram junto com a 7.ª Divisão de Infantaria e estiveram no solo por vários dias quando os elementos da 82.ª Aerotransportada chegaram. A mobilização evoluiu para um exercício de tiro real, os soldados de infantaria leve, os paraquedistas e as unidades de operações especiais posicionadas prontas para combater, fazendo com que os sandinistas recuassem rapidamente para sua fronteira.